# Raugi
Raugi is een plaats in de Estlandse gemeente Muhu, provincie Saaremaa. De plaats heeft de status van dorp (Estisch: küla).

## Bevolking
Het dorp had 12 inwoners op 31 december 2011 en 11 inwoners op 31 december 2021.

## Ligging
De plaats ligt aan de noordkust van het eiland Muhu. Aan de kust bij Raugi staan twee lichtbakens, die Raugi ülemine tulepaak (‘bovenste lichtbaken van Raugi’) en Raugi alumine tulepaak (‘onderste lichtbaken van Raugi’) worden genoemd, maar op het grondgebied van het buurdorp Vahtraste liggen.

## Geschiedenis
Raugi werd voor het eerst genoemd in 1592 als Rauke Clement en in 1645 als Rauke, een dorp in de Wacke Lottze. Een Wacke was een administratieve eenheid voor een groep boeren met gezamenlijke verplichtingen. Vanaf ca. 1650 lag het dorp op het landgoed Magnusdahl (Võlla). Sinds 1798 heet het dorp Raugi.
In 1977 werd het buurdorp Vahtraste bij Raugi gevoegd. In 1997 werd het weer een zelfstandig dorp.